# Куленкампф, Георг
А́львин Гео́рг Ку́ленкампф (нем. Alwin Georg Kulenkampff, до 1914 года носил двойную фамилию Куленкампф-Пост нем. Kulenkampff-Post; 23 января 1898, Бремен — 4 октября 1948, Шаффхаузен) — немецкий скрипач, дирижёр и педагог.

## Биография
Начал учиться игре на скрипке в своём родном городе у Эрнста Венделя. Учился у Леопольда Ауэра в Дрездене. В 1912 дебютировал с сольным концертом. В 1915 году окончил Берлинскую высшую школу музыки у Вилли Хесса. В 1916—1919 годах концертмейстер Бременского филармонического оркестра.
Много концертировал, гастролировал во многих странах (в 1929 году — в СССР). Выступал в составе фортепианного трио с Эдвином Фишером и Энрико Майнарди, в дуэте с пианистами Георгом Шолти и Вильгельмом Кемпфом. В 1937 году впервые исполнил обнаруженный в архивах по инициативе Джелли д’Араньи концерт для скрипки с оркестром Роберта Шумана, среди других премьер Куленкампфа вторая скрипичная соната Отторино Респиги.
Записал сонаты Иоганнеса Брамса (с Шолти) и Сонату № 9 Людвига ван Бетховена (две версии, с Шолти и с Кемпфом), концерт Бетховена (с Берлинским филармоническим оркестром, дирижёр Ханс Шмидт-Иссерштедт) и др.
В 1923—1926 и 1931—1943 годах — профессор Высшей школы музыки. В 1940 году переехал в Потсдам, в 1943 (или 1944 по другим данным) уехал в Швейцарию, где в 1944 году стал профессором консерватории в Люцерне. Среди учеников — Руджеро Риччи, Роман Матсов, Виктор Тева.
Сборник статей и заметок «Скрипичные размышления» (нем. Geigerische Betrachtungen, Regensburg, 1952).

## Память
- В Кёльне проводится ежегодный Международный конкурс скрипачей имени Георга Куленкампфа.